# Reema Khan
Reema Khan, née le  27 octobre 1971) est une actrice pakistanaise.

## Filmographie
- 1990 : Bulandi
- 1991 : Nag Devta
- 1991 : Darandgi
- 1992 : Shehzada
- 1992 : Sahiba
- 1992 : Godfather
- 1992 : Majhoo
- 1992 : Mehbooba
- 1992 : Chahat
- 1993 : Hinna, Anjuman, Ruqa, Mulakhro, Paida Geer, Chakori, Sheeda Tali, Chandi, Neelam, Aroosa, Jhootay Raess, Betaj Badshah, Daku Choor Sapahi, Teesri Dunia, Doori, Putar Munawar Zareef Da, Ghunda, Aan Milo Sajna, Hathi Mere Sathi, Dunia Meri Jaib Mein
- 1994 : Khandan, Gujar Badshah, Miss Fitna, Muhalay Dar, Jaan, Laat Saab, Naseeb, Beta, Bala Peeray Da, Munda Kashmiri, But Shikan
- 1995 : Munda Bigra Jaye, Muskrahat, Jo Dar Gaya Woh Mar Gaya, Chaudhry Badshah, Sarak, Akhri Mujra, Madame Rani
- 1996 : Love 95, Talismi Jazeerah, Choor Machae Shoor, Mamla Garbar Hai, Hum Tu Chale Susral, Huwaien, Lakht-e-Jigar, Sab Se Bara Rupiah, Miss Istanbul, Mummy, Aalmi Ghunday, Be Qabu, Hum Hain Aap Ke Ghulam
- 1997 : Hum Kisi Se Kam Nahin, Uqaboon Ka Nasheman, Mafia, Najaiz, Aulad Ki Qasam, Dunia Hai Dil Walon Ki, Mein Khialdai Tu Anadi, Khuda Jane, Hum Tumhare Hain, Krishna, Raja Pakistani, Devar Dewane
- 1998 : Insaaf Ho Tu Aisa, Zevar, Tu Meri Mein Tera, Zor, Nakhra Gori Da, Jise De Mula, Dil Sambhala Na Jaye, Nikkah, Zidi, King Maker, Dulha Le Ker Jaon Gi, Doli Saja Ker Rakhna
- 1999 : Waris, Dushman Zinda Rahe, Nikki Jai Haan, Kursi Aur Qanoon, Ik Pagal Si Ladki, Naukar, Dil Tu Pagal Hai
- 2000 : Long Da Lishkara, Yaar Chan Wargah, Mujhay Chand Chaheay, Pehchan, Pasand, Sangdil, Khuda Ke Choor, Banarsi Choor, Bilo 420, Barood
- 2002 : Ji O Jetta, Khuda Kasam, Shoolay, Majhoo Da Wair, Sheer-e-Pakistan, Kon Bane Ga Karoorpati, Fire
- 2003 : Shararat
- 2005 : Koi Tujh Sa Kahan
- 2006 : One Two Ka One